# Оваріоектомія
Оваріоектомі́я (дав.-гр. ᾠοφόρος-лат. ōophóros — яєчник, дав.-гр. ἐκτομή-лат. ektomḗ — висічення; оофоректомія, oophorectomy) — хірургічне видалення яєчника або яєчників. Операцію також називають оваріотомією, але цей термін традиційно використовується в фундаментальних наукових дослідженнях для опису хірургічного видалення яєчників у лабораторних тварин[джерело?]. Видалення яєчників у жінок є біологічним еквівалентом орхектомії у чоловіків; термін «кастрація» лише іноді використовується в медичній літературі для позначення оофоректомії/орхектомії у людей, і загалом  означає насильницьку медичну маніпуляцію. У ветеринарних науках повне видалення яєчників, фаллопієвих труб і матки називається оваріогістероектомія.
Часткова оофоректомія або оваріотомія — термін іноді використовується для опису різних операцій, таких як видалення кісти яєчників або резекції частин яєчників. Такий вид хірургії є збереженням фертильності, хоча збій в роботі яєчників може бути досить частим. Більшість довготермінових ризиків та наслідків оофоректомії відсутні або частково присутні при частковій оофоректомії.
У жінок оофоректомія найчастіше виконується через такі захворювання, як кіста яєчників або рак яєчника; як профілактику для зменшення шансів на розвиток раку яєчників або раку молочної залози; або у поєднанні з гістеректомією (видаленням матки).
Видалення яєчника разом із фаллопієвою трубою називається сальпінго-оофоректомія або односторонньою сальпінго-оофоректомією(ОСО). Коли обидва яєчники і обидві фаллопієвих труби видаляються, використовується термін двостороння сальпінго-оофоректомія (ДСО). Оофоректомія та сальпінго-оофоректомія не є поширеними формами контрацепції у людей; більш звичайною є перев'язка труб (фаллопієві труби заблоковані, яєчники залишаються недоторканими). У багатьох випадках хірургічне видалення яєчників проводиться одночасно з гістеректомією. 
Офіційний медичний термін для видалення всієї репродуктивної системи жінки (яєчники, фаллопієві труби, матка) — це «тотальна черевна гістеректомія з двосторонньою сальпінго-оофоректомією» (ТЧС-ДСО).

## Техніка
Оофоректомія при доброякісних захворюваннях найчастіше виконується при абдомінальної лапароскопії. Лапаротомія черевної чи робототехнічної хірургії застосовується у складних випадках або при підозрі на злоякісні новоутворення.

## Індикація
Більшість двосторонньої оофоректомії (63 % ) виконуються без будь-яких медичних показань, більшість (87 %) виконувалися разом з гістеректомією. І навпаки, одностороння оофоректомія зазвичай проводиться для медичних показань (73 % кіста яєчника, ендометріоз, доброякісні пухлини, запалення та ін.). Рідше у поєднанні з гістереткомією (61 %). Особливі показання включають кілька груп жінок із суттєво підвищеним ризиком раку яєчників, таких як мутації з високим ризиком BRCA та жінок з ендометріозом, які також страждають частими кістами яєчників. Двостороння оофоректомія традиційно проводиться з упевненістю, що перевага запобігання раку яєчників переважає ризики, пов'язані з видаленням яєчників. Проте зараз ясно, що профілактична оофоректомія без обгрунтованої медичної індикації суттєво знижує тривалі показники виживання і має шкідливий, довготривалий вплив на здоров'я та добробут навіть у жінок після менопаузи. Процедура була обумовлена як можливий метод лікування сексуальних злочинниць.
Ендометріоз
У рідкісних випадках оофоректомія може бути використана для лікування ендометріозу шляхом ліквідації менструального циклу, що зменшить або усуває поширення існуючого ендометріозу, а також зменшує біль. Оскільки ендометріоз є наслідком надмірного розвитку ендометрію матки, видалення яєчників часто проводять у поєднанні з гістеректомією для подальшого зменшення або усунення рецидивів.
Оофоректомія для ендометріозу використовується лише як крайній засіб, часто в поєднанні з гістеректомією, оскільки вона має важкі побічні ефекти для жінок репродуктивного віку.
Часткова оваректомія (наприклад, видалення кісти яєчників без участі загальної оофоректомії) часто використовується для лікування легких випадків ендометріозу, коли не хірургічне гормональне лікування не дозволяє зупинити утворення кісти. Видалення кіст яєчників за допомогою часткової оофоректомії також використовується для лікування сильної болі в області таза від хронічних гормональних тазових проблем.